# Suikerwier
Suikerwier (Saccharina latissima synoniem: Laminaria saccharina) is een bruinwier dat ongeveer 4 m lang kan worden. De stengel is slank en kort. Het blad is lintvormig, met golvende randen.

## Leefgebied
Groeit in diepe poelen en op laagwaterniveau langs beschutte kusten, vaak samen met Laminaria digitata (Vingerwier). Het vormt een kenmerkend substraat voor de mosdiertjes Celleporella.

## Verspreiding
In Nederland plaatselijk vrij algemeen in de Oosterschelde, bij Huisduinen, in het Marsdiep en bij West-Terschelling.

## Gebruik
De alg wordt gebruikt als bron van mannitol, dat als een witte laag poedersuiker op de bladen verschijnt wanneer de alg opdroogt. De bladen worden zacht en slap wanneer ze in opgedroogde toestand in vochtige lucht worden opgehangen. Vanaf voorjaar 2011 wordt er door de universiteit van Wageningen op experimentele basis suikerwier verbouwd op een zeeboerderij in de Oosterschelde. Zomer 2014 is voor het eerst suikerwier voor consumptie geoogst. Op Texel wordt door Waddenwier (Saline-Farming) ook onderzoek gedaan naar de kweek en productie van suikerwier. In Groningen wordt door NoordOogst onderzocht hoe suikerwier een rol kan spelen in een aquaponics systeem.